# Осипов Василь Іванович
Осипов Василь Іванович (17 грудня 1884, Владімір — 7 липня 1938) — міський голова Катеринослава (1917—1918, 1919), катеринославський губернський комісар.
З 1902 р. — член партії соціалістів-революціонерів.
Навчається в університеті та працює у Владімірському земстві.
20 червня 1907 р. його заарештовують в Москві. За належність до партії есерів на п'ять років висилають до Наримського краю під гласний нагляд поліції.
Після відбуття строку гласного нагляду В. І. Осипов у березні 1912 р. прибуває до Самари, де за ним установлюється негласне спостереження. У серпні 1915 р. він уже значиться у зведенні спостережень за особами, належними до Катеринославської організації УСДРП.
На початку 1917 р. В. І. Осипов працює помічником секретаря губернської земської управи. У січні 1917 р. його призначають представником від губернської земської управи до реквізиційної комісії для проведення реквізицій у військових цілях.
У 1917 р., після повалення самодержавства В. І. Осипов відновлює активну роботу в партії есерів. Його обирають членом Катеринославського губернського комітету партії, де він до серпня 1917 р. відповідає за редакційно-видавничу роботу.
В 1917 р. В. І. Осипов стає одним із найбільш активних громадських діячів Катеринослава. У березні 1917 р. обирається губернським комісаром на пошту й телеграф та по нагляду за друкарнями.
Навесні — влітку 1917 р. В. І. Осипов бере участь в численних засіданнях, конференціях, з'їздах. Так, 24 березня 1917 р. він головує на губернському кооперативному з'їзді Всеросійського селянського союзу, на якому його обирають членом губернського кооперативного комітету та членом тимчасового губернського комітету Селянського союзу.
27 травня 1917 р. його обирають помічником губернського комісара К. Д. Гесберга. З 12 червня 1917 р. В. І. Осипов виконує обов'язки губернського комісара. На цій посаді В. І. Осипов перебував до 17 серпня 1917 р., коли розпорядженням новопризначеного губернського комісара Ш.Лосського його було звільнено.
13 серпня 1917 р. у Катеринославі відбулися вибори до міської Думи, за результатами яких В. І. Осипов став її гласним, пройшовши по кандидатському списку № 12 (партія соціалістів-революціонерів і об'єднана єврейська соціалістична робітнича партія).
26 серпня 1917 р. В. І. Осипова на зібранні міської Думи обирають Катеринославським міським головою на термін до 1 січня 1919 р., призначивши йому оклад 6 тисяч карбованців на рік. Так В. І. Осипов став першим революційним мером Катеринослава, залишаючись на цій посаді до травня 1918 р. У його політичній кар'єрі це був зоряний період.
Правда, відразу ж після цього В. К. Аверін додав: «Осипов у свій час був нами заарештований і дуже жаль, що його не розстріляли. Зараз він учений секретар ЕКОСО у Катеринославі. Я з ним зустрічався і він дуже люб'язно мені поклонився».
Припинення діяльності Центральної Ради й прихід до влади в Україні гетьмана П. П. Скоропадського, що сталося 29 квітня 1918 р., привело до змін у становищі міської Думи Катеринослава. 9 травня Катеринославська міська Дума демократичного складу була розпущена, а 28 травня її замінила цензова Дума, яка діяла в Катеринославі у 1913—1917 рр. Осіпова позбавили посади міського голови.
Наприкінці 1918 р., після приходу до влади Директорії УНР, В. І. Осипов відновлюється на посаді міського голови. На посаді В. І. Осипов залишався до кінця січня 1919 р., коли місто зайняли радянські війська і було утворено радянські органи влади та управління. Коли наприкінці червня 1919 р. до Катеринослава увійшли денікінські війська, міська Дума знову відновила свою діяльність, а В. І. Осипов знову стає міським головою Катеринослава.
Влітку 1921 р. був арештований радянською владою як один із керівників місцевого осередку партії есерів. Рішенням Катеринославського губревтрибуналу від 3 липня 1921 р. за контрреволюційну діяльність засуджують до 10 років ув'язнення. Проте, керуючись постановою V Всеукраїнського з'їзду рад від 4 березня 1921 р. про амністію, покарання це скорочують до 5 років.
21 лютого 1922 р. особлива комісія по розвантаженню та скасуванню Катеринославського губконцтабору у своєму засіданні ухвалила щодо В. І. Осипова: «Покарання залишити в силі, скоротивши на одну третину».
У січні 1923 р. В. І. Осипов уже працює керівником відділу прямих податків Катеринославського губфінвідділу. Наприкінці 1920-х рр. В. І. Осипов працює вченим секретарем Окрплану. У 1931 р. його знову заарештовують «за участь у контрреволюційній шкідницькій організації, яка ставила собі за мету затримку господарського розвитку країни». Судовою трійкою ОДПУ В. І. Осипова було засуджено на п'ять років, які він відбув у Свирських виправно-трудових таборах. У 1934 р. В. І. Осипов повертається до міста і до дня нового арешту працює економістом планового відділу облкомунгоспу. 5 грудня 1937 р. його заарештовують із звинуваченням у належності до контрреволюційної есерівської повстанської організації. У матеріалах слідчої справи В. І. Осипов визначається як керівник цієї організації. На підставі представленого «Обвинувального висновку до слідчої справи № 51 653» трійка УНКВС УРСР по Дніпропетровській області у своєму засіданні від 10 травня 1938 р., розглянувши цю справу, винесла вирок, засудивши всіх її учасників до роз- стрілу. Щодо В. І. Осипова цей вирок було виконано 7 липня 1938 р.
12 квітня 1957 р. Воєнний трибунал Київського військового округу на своєму засіданні від 12 квітня 1957 р. визначив: «Постанову трійки УНКВС УРСР по Дніпропетровській області від 10 травня 1938 р. по відношенню до Осипова … скасувати і справу про них виробництвом припинити за відсутністю складу злочину».